# Cốc Lầu
Cốc Lầu là một xã thuộc huyện Bắc Hà, tỉnh Lào Cai, Việt Nam.
Xã Cốc Lầu có diện tích 37,05 km², dân số năm 1999 là 2.324 người, mật độ dân số đạt 63 người/km².